# Bathylagus andriashevi
Bathylagus andriashevi är en fiskart som beskrevs av Kobyliansky, 1986. Bathylagus andriashevi ingår i släktet Bathylagus och familjen Bathylagidae. Inga underarter finns listade.